# 和歌山弁護士会
和歌山弁護士会（わかやまべんごしかい、Wakayama Bar Association）は、日本に52ある弁護士会の一つである。略称は「和歌弁」（わかべん）。

## 所在地
- 〒640-8159 和歌山市十一番丁9 京橋ビル5階（仮事務所）
- 〒640-8144 和歌山市四番丁5

## 業務内容
- 和歌山県庁・県下各市町村で行なわれる法律相談の運営
- 裁判員制度の普及活動
- 日本弁護士連合会との連携事業